# Bottenhorn
Bottenhorn is een plaats in de Duitse gemeente Bad Endbach, deelstaat Hessen, en telt 1250 inwoners.